# Tyleria aristata
Tyleria aristata är en tvåhjärtbladig växtart som beskrevs av Bassett Maguire och Wurdack. Tyleria aristata ingår i släktet Tyleria och familjen Ochnaceae. Inga underarter finns listade i Catalogue of Life.